# Franz Vonessen (Philosoph)
Franz Vonessen (* 8. März 1923 in Köln; † 19. Januar 2011 in Oberried) war ein deutscher Philosoph und Professor an der Albert-Ludwigs-Universität Freiburg.

## Leben
1952 wurde Vonessen mit der Dissertation Das einzigartige Sein. Zur Frage der Seinsparadoxien bei Martin Heidegger an der Albert-Ludwigs-Universität Freiburg promoviert. Dort habilitierte er sich 1956. Außerplanmäßiger Professor wurde er 1965. Franz Vonessen gehörte 1971 mit  Max Himmelheber und Friedrich Georg Jünger zu den Gründern der Zeitschrift „Scheidewege - Vierteljahresschrift für skeptisches Denken“. Diese entwickelte sich zu einem „Forum für konservatives, technikkritisches, ökologisches und fortschrittskeptisches Denken“. Die Berufung zum Professor ebenfalls an die Universität Freiburg erfolgte 1979.
Franz Vonessen war verheiratet mit der deutschen Schriftstellerin und Herausgeberin Renate Vonessen (* 1940). Mit ihr „unternahm er philosophisch fundierte Ausflüge in die Welt der Märchen und allgemein in die Literatur“.

## Lehre
Franz Vonessen stellte radikal die Glaubensgewißheiten der säkularisierten Moderne in Frage. Die Metaphysik habe den Mythos nicht abgelöst oder gar überwunden, vielmehr sei sie dank einer unergründlich engen Verwandtschaft aus ihm entstanden. Es sei davon auszugehen, dass jede Aussage über die Götter – und eine solche sei ja der Mythos – nur den Sinn haben könne, die Wahrheit zu sagen. Keineswegs müsse man der Offenbarung ein mythisches Kleid ausziehen, um dann dem modernen Menschen eine bekömmliche „nackte Wahrheit“ zu präsentieren. Der Mythos der Bibel und der Griechen sei die Offenbarung selbst. Nicht wir müssen den Mythos aufklären, der Mythos klärt uns über uns auf. Dass wir für die Bilder des Mythos blind und für die Sprache der ersten Metaphysik taub geworden sind, darin manifestiere sich der Niedergang der Philosophie. Das allein am Erfolg orientierte Leistungsdenken sei ein „tödlicher Scherz“. Die wahre Leistung bestehe in der Ruhe. „Welche Leistung trägt also ihren Zweck in sich selbst? Nur das ernste Spiel der Gedanken. Die Theoria, wie Aristoteles sie schildert, ist in sich wertvoll, ist geglückte Leistung...“

„Dass die Wahrheit, so Heraklit, sich durch ihre Unglaubwürdigkeit verberge, war ein Grundaxiom im Denken Vonessens.“

## Auszeichnungen und Mitgliedschaften
- 1992 wurde Franz Vonessen mit dem Europäischen Märchenpreis der Märchen-Stiftung Walter Kahn geehrt.
- Von 1993 bis 1995 war Vonessen als Vizepräsident Mitglied im Präsidium der Europäischen Märchengesellschaft.[9]

## Veröffentlichungen
- Die Fehlleistung bei Kindern und Jugendlichen, 1959
- Hrsg.: (zus. m. H. Hiltmann): Dialektik und Dynamik der Person, FS Robert Heiss, 1963
- Mythos und Wahrheit, 1964, 2. erw. Aufl. 1972
- G. W. Leibnitz, Zwei Briefe über das binäre Zahlensystem und die chinesische Philosophie (zusammen mit R. Loosen), 1968
- Die Herrschaft des Leviathan, 1978, 2., erw. Aufl. 1991, 3. stark erw. Neuausg. 1996
- Was krank macht, ist auch heilsam. Mythologisches Gleichheitsdenken, Aristoteles´ Katharsislehre und die Idee der homöopathischen Heilkunst, 1980
- Krisis der praktischen Vernunft. Ethik nach dem "Tod Gottes", 1988.
- Signaturen des Kosmos. Welterfahrung in Mythen, Märchen und Träumen. Gesammelte Aufsätze Bd. I, 1992
- Das Unglaubliche der Wahrheit. Leib und Seele im Zerrspiegel des Zeitgeists. Gesammelte Aufsätze Bd. II, 1994
- Das kleine Welttheater. Das Märchen und die Philosophie. Gesammelte Aufsätze Bd. III, 1998
- Metapher als Methode. Studien zu Platon, 2001
- Platons Ideenlehre. Wiederentdeckung eines verlorenen Wegs, 2001
- Der Philosoph als König. Platons Ideenlehre, Bd. II, 2003
- Platonische Liebe und Frauen-Gemeinschaft. Platons Ideenlehre, Bd. III, 2005